# Comunión de la Magdalena
La Comunión de la Magdalena, es una de las últimas obras de Jerónimo Jacinto Espinosa, firmada y fechada en 1665, usando la fórmula fat., abreviatura de faciebat, en pretérito imperfecto, en lugar del más común fecit, hecho, para indicar según Orellana que el cuadro no se acaba.

## Descripción
La que podría considerarse obra maestra del pintor, es una pintura al óleo sobre lienzo, (315 x 226 cm.),  pintada para los capuchinos de Masamagrell, fundación de San Juan de Ribera que puso la eucaristía en el centro de sus devociones. Garín pone especial atención en la preparación del lienzo mediante la cola y el óxido de hierro y el uso de entonaciones cálidas en base al ocre, técnica habitual del pintor.
La composición, organizada básicamente en líneas horizontales con la figura de San Maximino como eje, traza dos líneas diagonales que se cruzan en el punto ocupado por la Sagrada Hostia. El tratamiento de las diferentes texturas de las telas, las filigranas de la casulla, el paño de comulgar o los manteles sobre el altar han sido cuidadosamente descritos para así resaltar más el contraste con el paño burdo que viste la santa, manifestándose el naturalismo del pintor en los pequeños detalles. San Maximino ocupa el centro del cuadro recibiendo sobre él el foco de luz, en tanto las restantes figuras surgen de las sombras tratadas con veladuras y pincelada suelta, con técnica tenebrista.
La parte superior del cuadro la ocupa un rompimiento de gloria barroco con numerosos querubines acompañando de manera dinámica a tres ángeles músicos que tocan el laúd, la flauta y el arpa. 

### Iconografía
El tema de la eucaristía es uno de los más repetidos en la iconografía de la Contrarreforma y enlaza con la imagen de la Magdalena penitente, muy frecuente también en el barroco por hacer relación a otro sacramento, el de la penitencia, cuestionado por la Reforma protestante.
Paralelamente y en defensa de sus posiciones doctrinales, la Iglesia Católica popularizará estos temas en imágenes de devoción, mostrando en pinturas y sermones, de una manera didáctica, la doctrina de la Iglesia acerca de los sacramentos como medios de salvación eterna.
Ejemplos de la atención al tema de la eucaristía en la pintura barroca, entre otros muchos, podrían ser La última comunión de san Buenaventura de Zurbarán, para los Franciscanos de Sevilla; La última comunión de san Jerónimo de Annibale Carracci, para los cartujos de Bolonia o La comunión de los Apóstoles de José de Ribera para la cartuja de Nápoles.
Del mismo modo, para la piedad cristiana los arrepentimientos de san Pedro y María Magdalena serían temas de meditación y ejemplos para oponerse a los protestantes. El cuadro, por tanto, podría interpretarse como un tratado de dogmática barroca, que ensalza la penitencia como camino de purgación de los pecados y paso previo a la comunión y la eucaristía como sacramento, tal como quedó definido en las sesiones 13 y 22 del Concilio de Trento.
La fuente literaria se encuentra en la Leyenda Dorada de Jacobo de la Vorágine en la que se da cuenta de la última comunión de la Magdalena:

Al cabo de un rato san Maximino mandó pasar al interior del oratorio a todo su clero y al sacerdote que había actuado como recadero de la santa, y en presencia de ellos administró a ésta en comunión el cuerpo y la sangre de Cristo, recibidos por ella en su boca, mientras sus ojos se le inundaban de lágrimas. Momentos después María Magdalena, allí mismo, ante la base del altar, tendíose en tierra, y estando en esta actitud su alma emigró al Señor.

Son estos los personajes introducidos en el cuadro, en el que María Magdalena se representa lacrimosa, con lágrimas de sangre, como penitente vestida de sayal y con la calavera, representación ascética de la vanitas, como reflexión acerca de la muerte. En la iconografía de la calavera tuvieron mucho que ver los libros de meditación y especialmente la piedad jesuítica, que recomendaba la visión de la calavera para despertar la imaginación. De las órdenes religiosas cabe destacar a los capuchinos, muy familiarizados con la meditación sobre la muerte tal como se nos presenta en su iglesia de Roma. No es por tanto de extrañar que, en este cuadro, el viático de la Magdalena vaya acompañado de la representación ascética de la muerte.
Respecto de la imagen del rompimiento de gloria, la iconografía barroca ofrece numerosas muestras y el mismo Espinosa realizará numerosas aberturas del cielo semejantes en otras obras de sus últimos años de vida. En esta ocasión, sin embargo, incluye un ángel tocando el laúd, de espaldas y recortado a contraluz, que introduce profundidad y es de lo más avanzado en sentido barroco que llegase a realizar nunca. 
Con San Maximino, que parece repetir el modelo de un cuadro anterior dedicado a la Misa de San Pedro Pascual, otro sacerdote arrodillado en la parte inferior derecha podría tratarse de un retrato del donante, de quien nada se sabe. Aparentemente de menor escala, es buena muestra del arcaísmo del pintor, apegado a fórmulas de representación tradicionales. Más interesante resulta la imagen del ángel situado detrás de la santa, en posición de protegerla, que podría representar la figura del Ángel Custodio. García Mahíques, en un estudio sobre otro cuadro del autor para la Casa Profesa de la Compañía de Jesús en Valencia, la Visión de San Ignacio de 1630, con el Ángel Custodio detrás del santo, suprimido en la versión definitiva de 1658, destaca el auge que en el siglo XVII tuvo esta nueva devoción.